# Siarhiej Kandracjeu
Siarhiej Kandracjeu (biał. Сяргей Кандрацьеў, ros. Сергей Кондратьев, Siergiej Kondratjew; ur. 2 lutego 1990 w Mińsku) – białoruski piłkarz grający na pozycji obrońcy.